# Barry Sonnenfeld

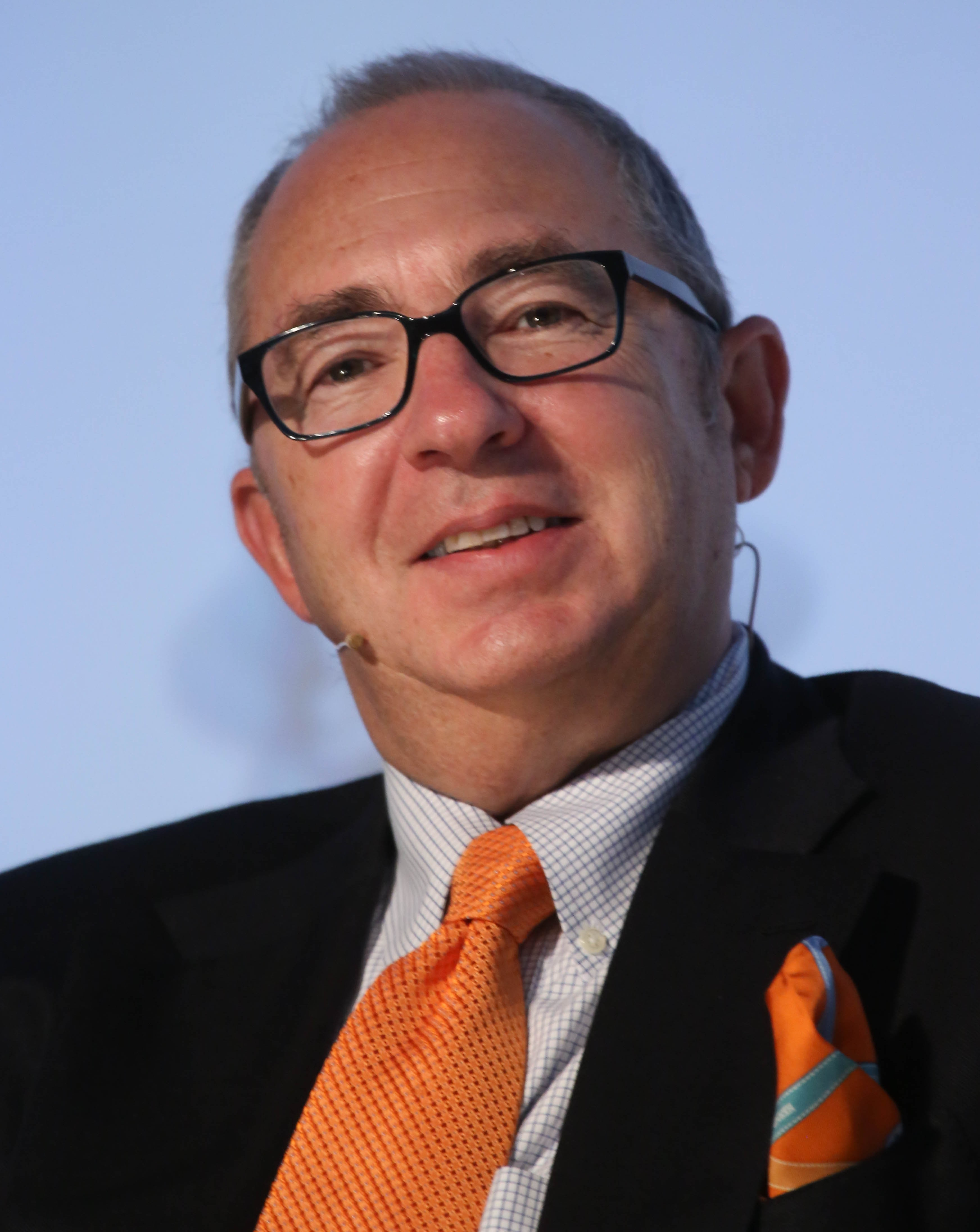
Barry Sonnenfeld (2012)

Barry Sonnenfeld (* 1. April 1953 in New York City) ist ein US-amerikanischer Filmregisseur, Filmproduzent und früherer Kameramann.

## Karriere
Nach seinem Abschluss 1978 an der New York University of Film School fertigte Barry Sonnenfeld Filme in diversen Bereichen. So drehte er nach eigenen Angaben in neun Tagen neun Pornofilme. Außerdem erstellte er Industriefilme und Dokumentarfilme, 1982 auch die oscarnominierte Dokumentation In Our Water.
Ab 1984 arbeitete Sonnenfeld mit den Coen-Brüdern zusammen und war Kameramann für ihre Filme Blood Simple – Eine mörderische Nacht, Arizona Junior und Miller’s Crossing. 1991 debütierte er mit Addams Family als Regisseur. Seine bislang größten Erfolge waren Men in Black, der weltweit 589 Millionen US-Dollar einspielte, und die Fortsetzung Men in Black II (441 Millionen Dollar Gesamteinspielergebnis).
Im Jahr 2000 erhielt Sonnenfeld eine Goldene Himbeere als schlechtester Regisseur für seinen Film Wild Wild West.

## Filmografie (Auswahl)

### Regisseur
- 1991: Addams Family (The Addams Family)
- 1993: Ein Concierge zum Verlieben (For Love or Money)
- 1993: Die Addams Family in verrückter Tradition (Addams Family Values)
- 1995: Schnappt Shorty (Get Shorty)
- 1997: Men in Black
- 1999: Wild Wild West
- 2001: The Tick (Fernsehserie, Pilotfolge)
- 2002: Jede Menge Ärger (Big Trouble)
- 2002: Men in Black II
- 2006: Die Chaoscamper (RV)
- 2007: Pushing Daisies (Fernsehserie, 2 Episoden)
- 2007–2008: Ganz schön schwanger (Notes from the Underbelly, Fernsehserie, 6 Episoden)
- 2008: Suburban Shootout – Die Waffen der Frauen (Suburban Shootout, Fernsehserie)
- 2012: Men in Black 3
- 2016: Voll verkatert (Nine Lives)
- 2017–2019: Eine Reihe betrüblicher Ereignisse (A Series of Unfortunate Events, Fernsehserie, 10 Episoden)
- 2021: Schmigadoon! (Fernsehserie, 6 Episoden)

### Produzent
- 1999: Wild Wild West
- 2000: Second Chance – Alles wird gut (The Crew)
- 2002: Jede Menge Ärger (Big Trouble)
- 2004: Ladykillers (The Ladykillers)
- 2007: Verwünscht (Enchanted)
- 2008: Space Chimps – Affen im All (Space Chimps)
- 2022: Verwünscht nochmal (Disenchanted)

### Kameramann
- 1984: Blood Simple – Eine mörderische Nacht (Blood Simple)
- 1984: How to Be a Perfect Person in Just Three Days (Fernsehfilm)
- 1985: Tödliche Beziehung (Compromising Positions)
- 1986: Welcome Home, Bobby (Fernsehfilm)
- 1986: Classified Love (Fernsehfilm)
- 1987: Arizona Junior (Raising Arizona)
- 1987: Faustrecht – Terror in der Highschool (Three O’Clock High)
- 1987: Schmeiß’ die Mama aus dem Zug! (Throw Momma from the Train)
- 1988: Big
- 1989: Harry und Sally (When Harry Met Sally…)
- 1990: Miller’s Crossing
- 1990: Misery